# کلیسای جامع سالزبری

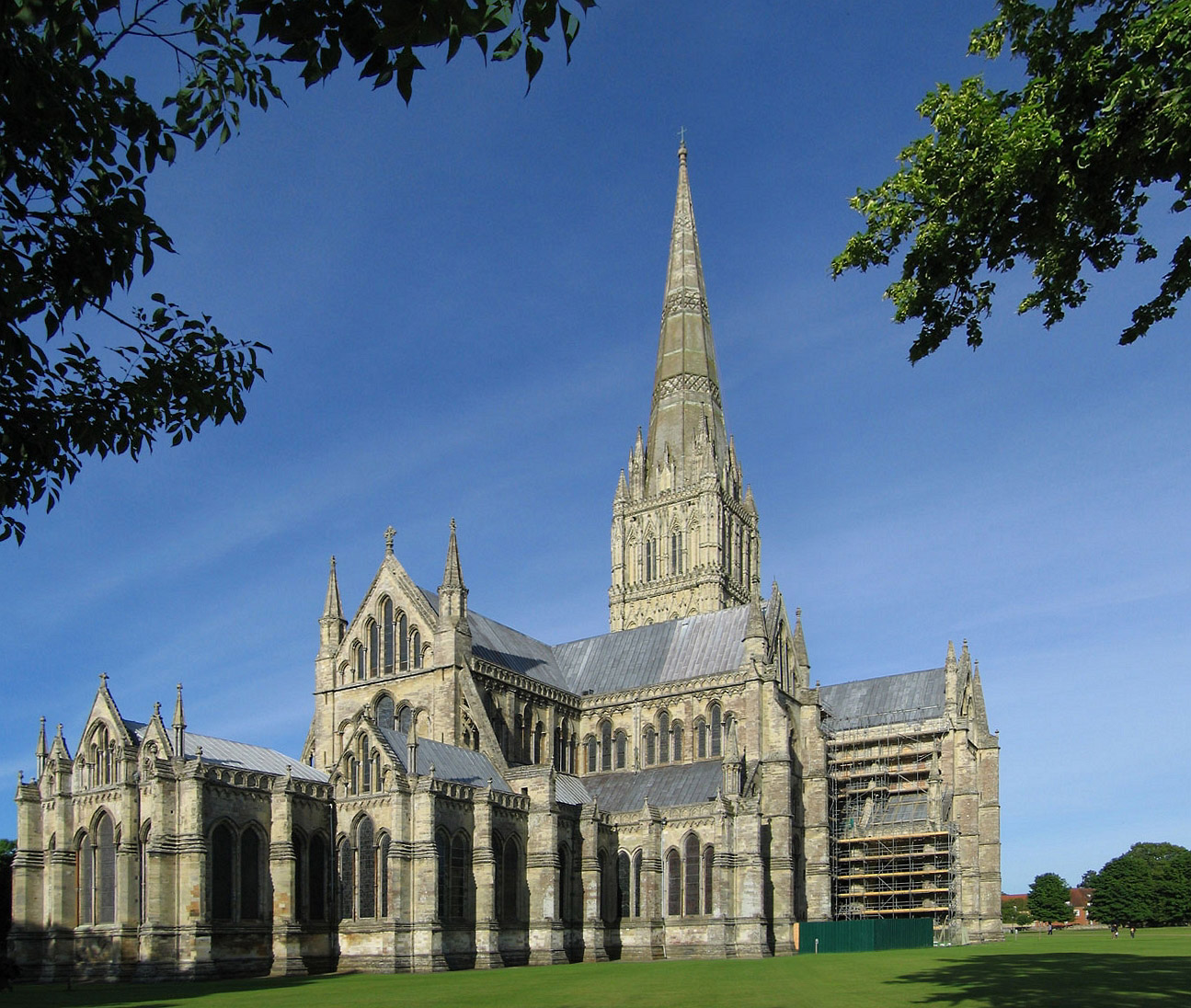
کلیسای جامع سالزبری.

کلیسای جامع سالزبری (به انگلیسی: Salisbury Cathedral، تلفظ: سالزْبـِری کَثیدرال) در سده سیزدهم در شهر سالیسبوری واقع در جنوب انگلستان ساخته شد.
صدها سنگ‌تراش و درودگر میان‌سده‌ای با مهارت زیاد برای آفرینش این بنا کار کردند.

## ساروم قدیم
داستان این کلیسا بر فراز تپهای در نزدیکی استون هنج آغاز می‌گردد. ابتدا در این مکان در زمانی که عصر آهن نامیده می‌شود، اردوگاهی برپا شده بود که بعدها محل اسکان رومی‌ها گردید. در سال ۱۰۷۵ میلادی، نورمن‌ها در این محل یک دژ و یک کلیسای کوچک بنا کردند. آنها این کلیسا را ساروم نامیدند. اما بین ساکنان دژ و کلیسا سازگاری وجود نداشت. تا این که سرانجام هربرت پور، اسقف کلیسا تصمیم گرفت کلیسای جدیدی بر تپه‌ای در جنوب که خود مالک چمن زارهای آن بود بسازد. در ساروم قدیمی آب فراوانی وجود نداشت اما کلیسای تازه در موقعیت بهتری واقع بود.

## پی محکم
اسقف، پیش از آغاز بنای ساختمان در گذشت. پس از وی برادرش ریچارد پور اسقف شد و پاپ اجازهٔ ساختن این بنا را به وی داد. او تصمیم گرفت کلیسا را از سنگ چیلمارک بسازد. این سنگ از معدنی به فاصلهٔ تقریبی ۲۰ کیلومتر دورتر با گاری به آنجا حمل می‌شد. سنگهای پی این ساختمان در سال ۱۲۲۰ میلادی نصب شد. پی‌های این کلیسا کمی بیش از یک متر عمق دارند؛ چون بر روی یک پی طبیعی وسیع یعنی لایه‌ای از سنگ‌ریزه‌های سنگ چخماق قرار دارد.

## تکمیل کلیسا
در سال ۱۲۲۵ میلادی اولین محراب از ۳ محراب کلیسا تکمیل و به کلیسا هدیه شد. نمازخانهٔ تکمیل شده برای بهره‌برداری و ارائه خدمات روزانه به مردم از بقیهٔ ساختمان جدا گردید. تکمیل ساختمان اصلی ۳۳ سال دیگر طول کشید و کلیسا در سال ۱۲۵۸ میلادی تقدیس شد. جماعتی که ساروم جدید خوانده می‌شدند اطراف کلیسا گرد آمدند و افزایش یافتند، امروزه این مکان به نام شهر سالیسبوری معروف است.

## برج و مناره
بین سالهای ۱۲۸۵ تا ۱۳۱۵ میلادی یک برج و یک مناره به کلیسا اضافه شد. مقدار حیرت‌انگیز ۶۵۰۰ تن سنگ برای ساخت این دو بنا به کار رفت. این وزن اضافی را چهار ستون که برج و مناره را نگاه می‌دارند تحمل می‌کنند. حایل‌های سنگی دیوار و گنبدها برای کمک به تحمل این وزن اضافی، ساخته شدند. تقریباً چهار قرن بعد که کریستوفر ورن وضعیت مناره را بررسی کرد و متوجه شد که مناره ۷۵ سانتی‌متر نسبت به مرکز خود خمیدگی پیدا کرده‌است. برای محکم تر کردن آن، میله‌های آهنی به کار گرفته شد و از آن زمان تا کنون مناره حرکت نکرده‌است. مناره ۱۲۳ متر ارتفاع دارد و بلندترین مناره در انگلستان است.

## نگارخانه

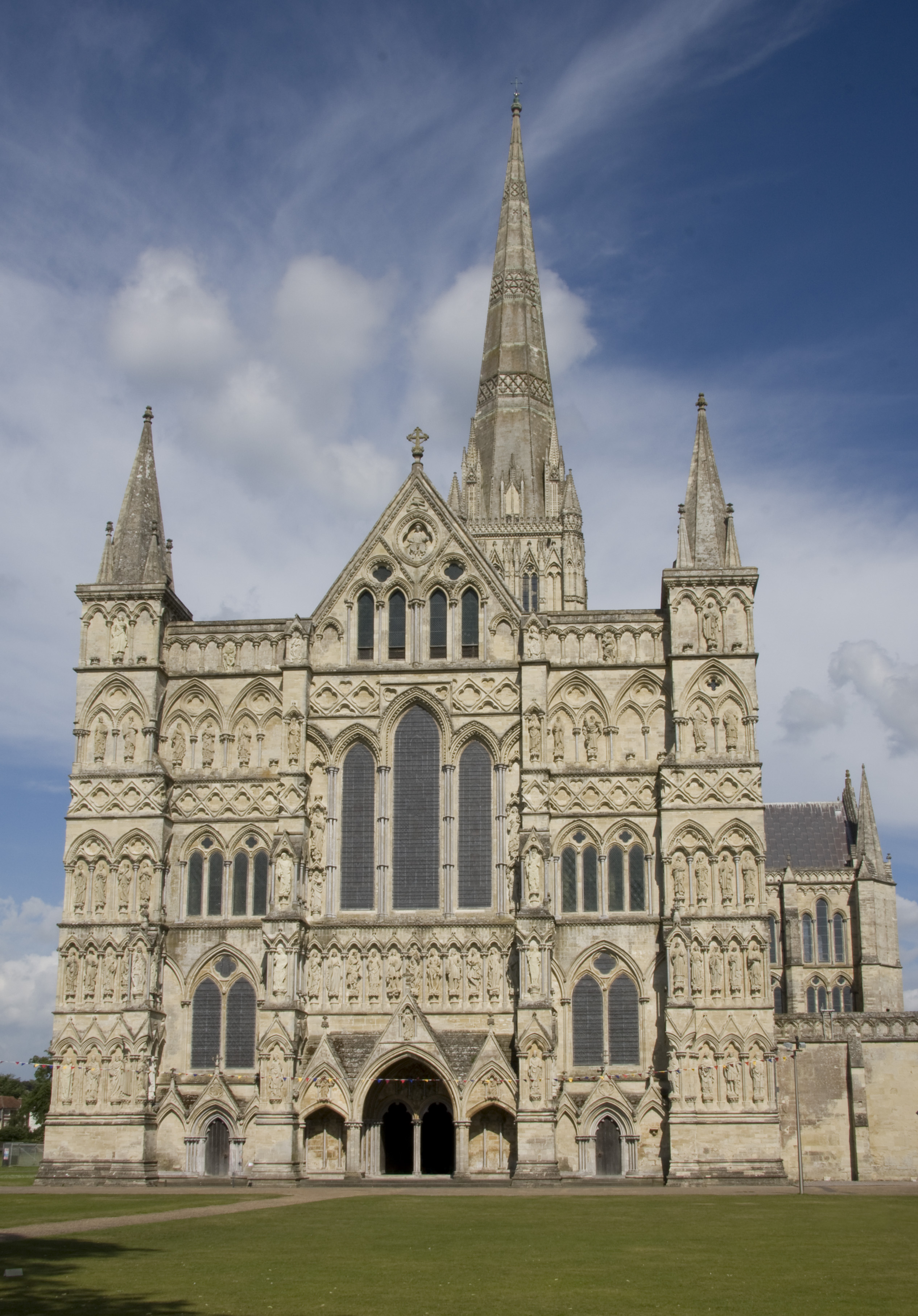
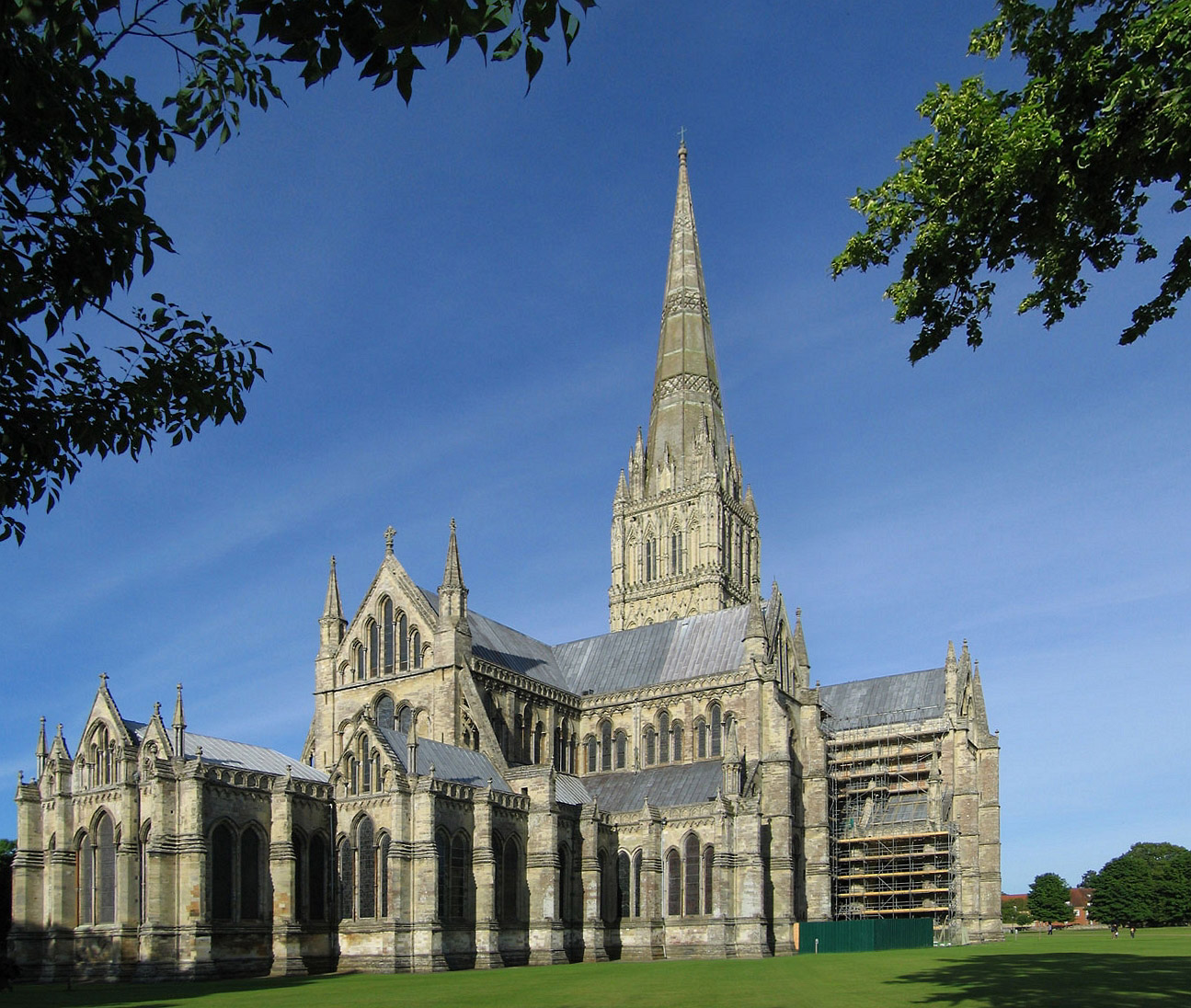
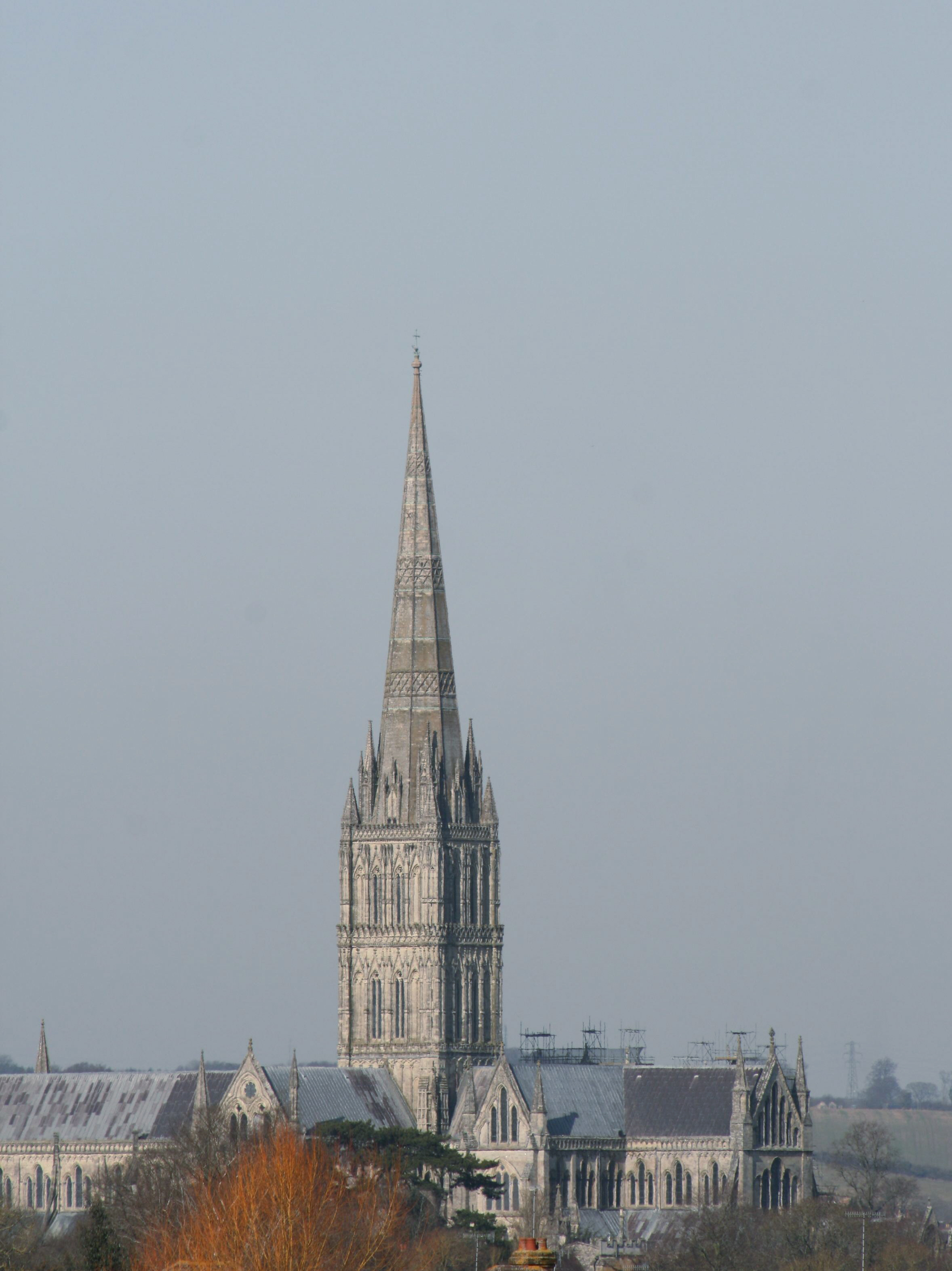
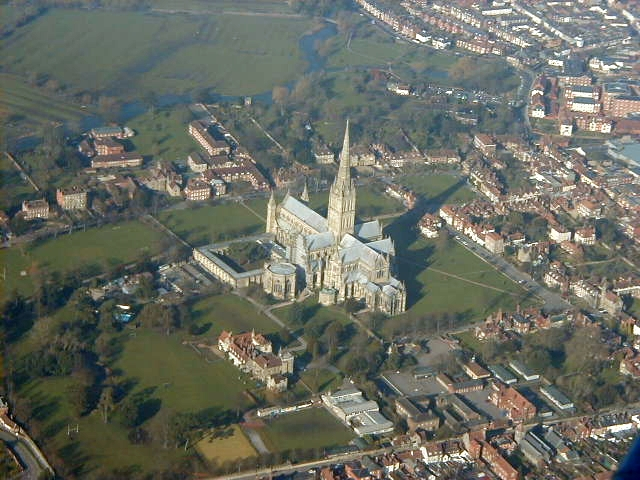
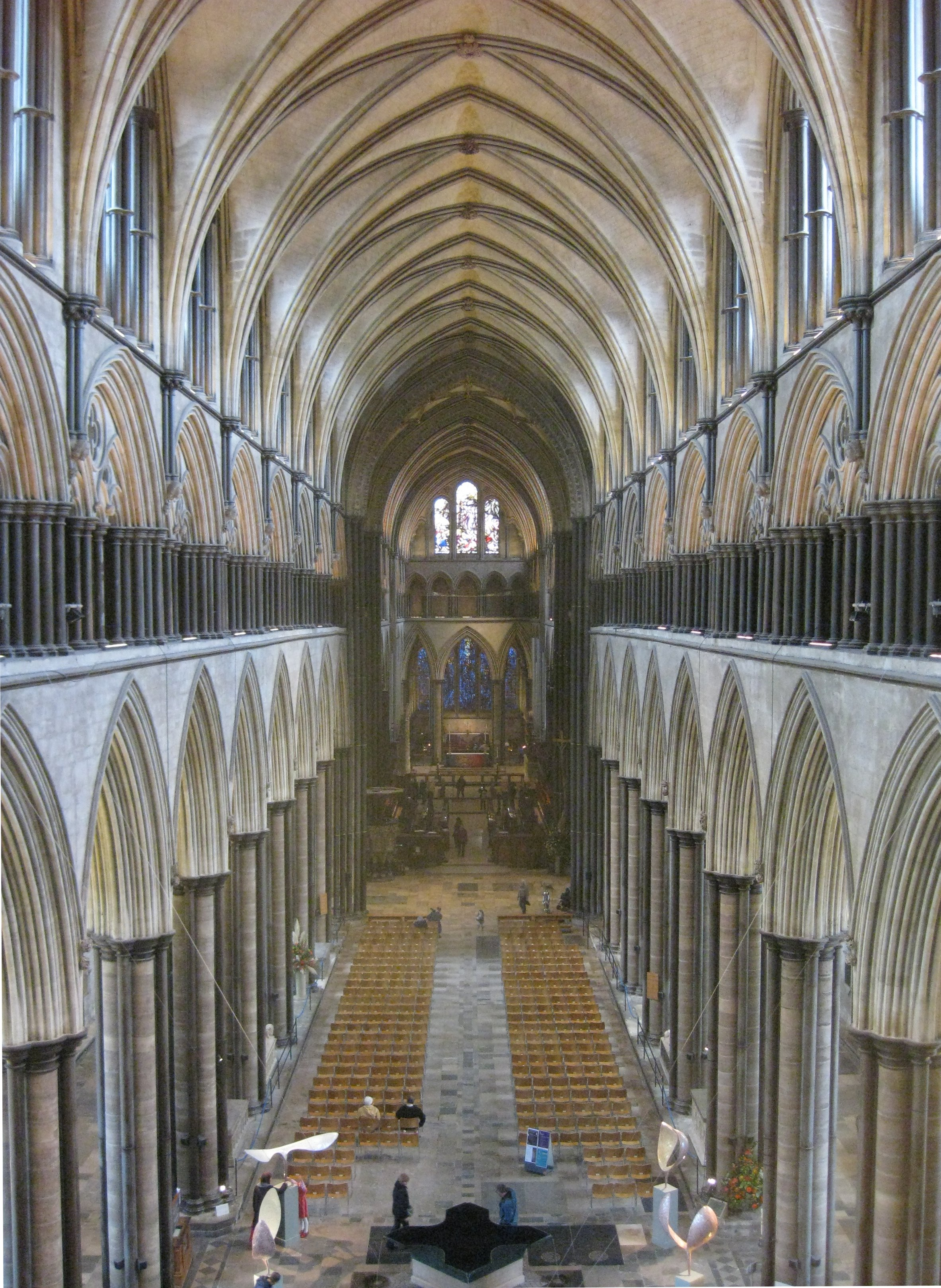
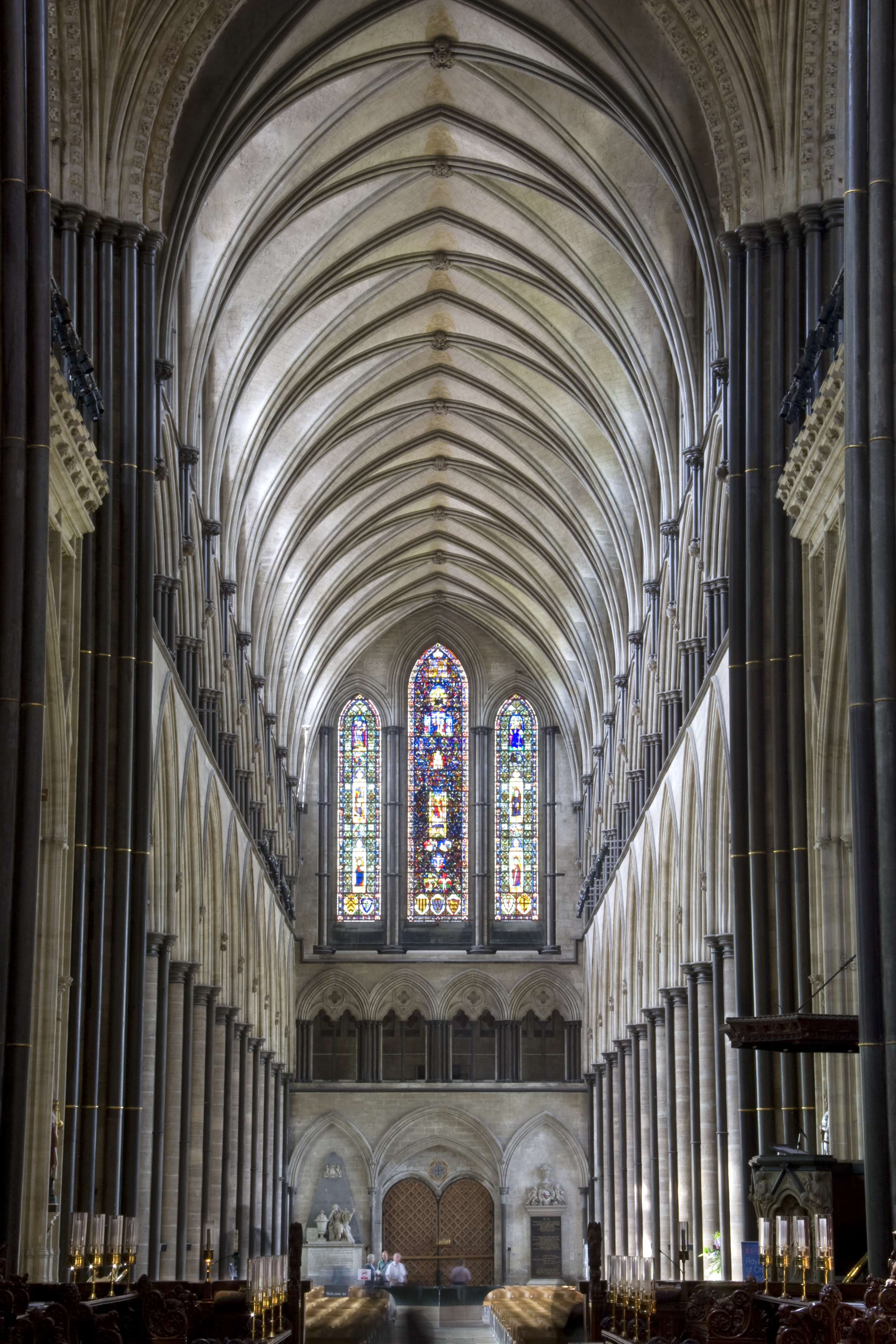
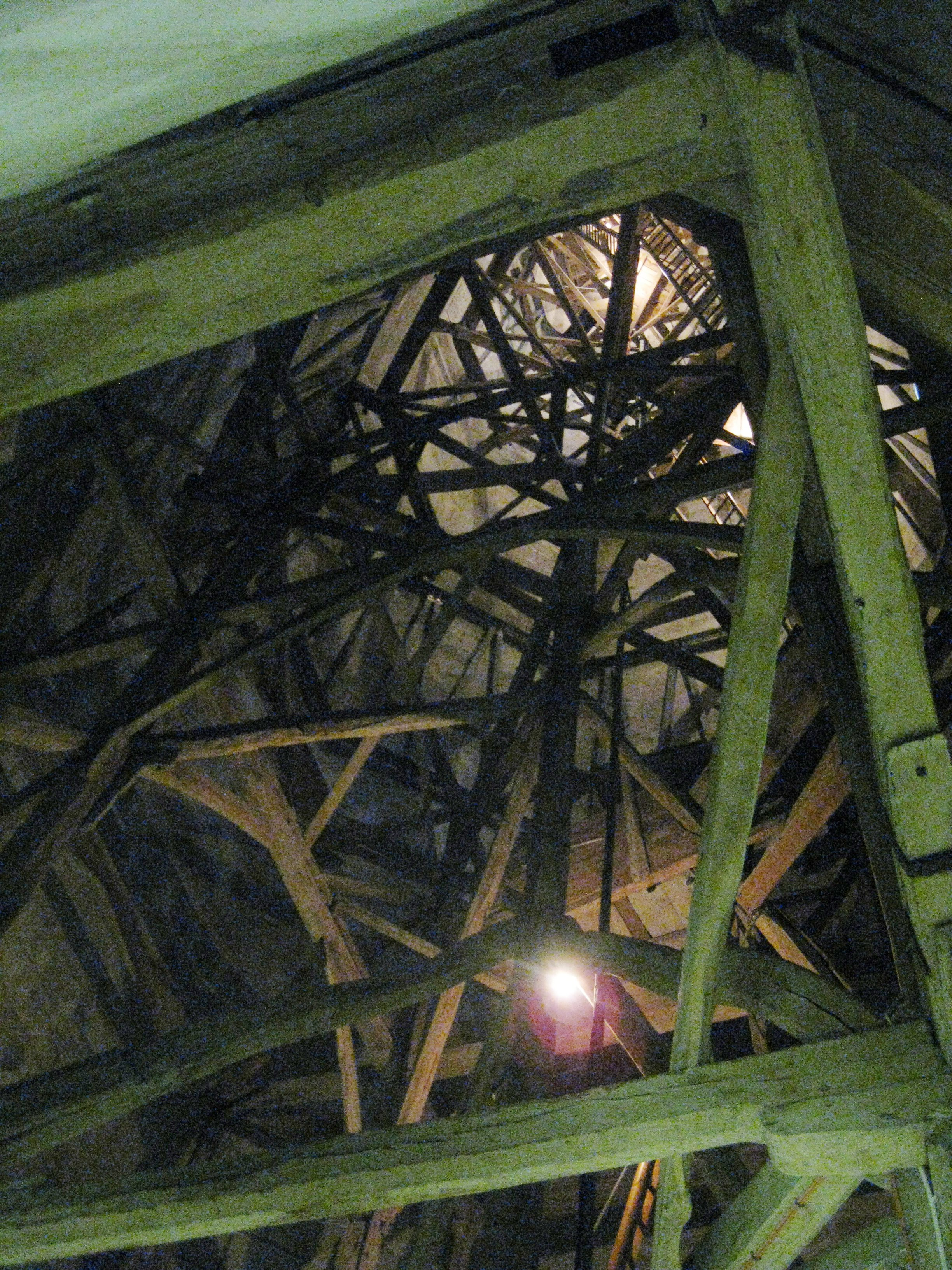
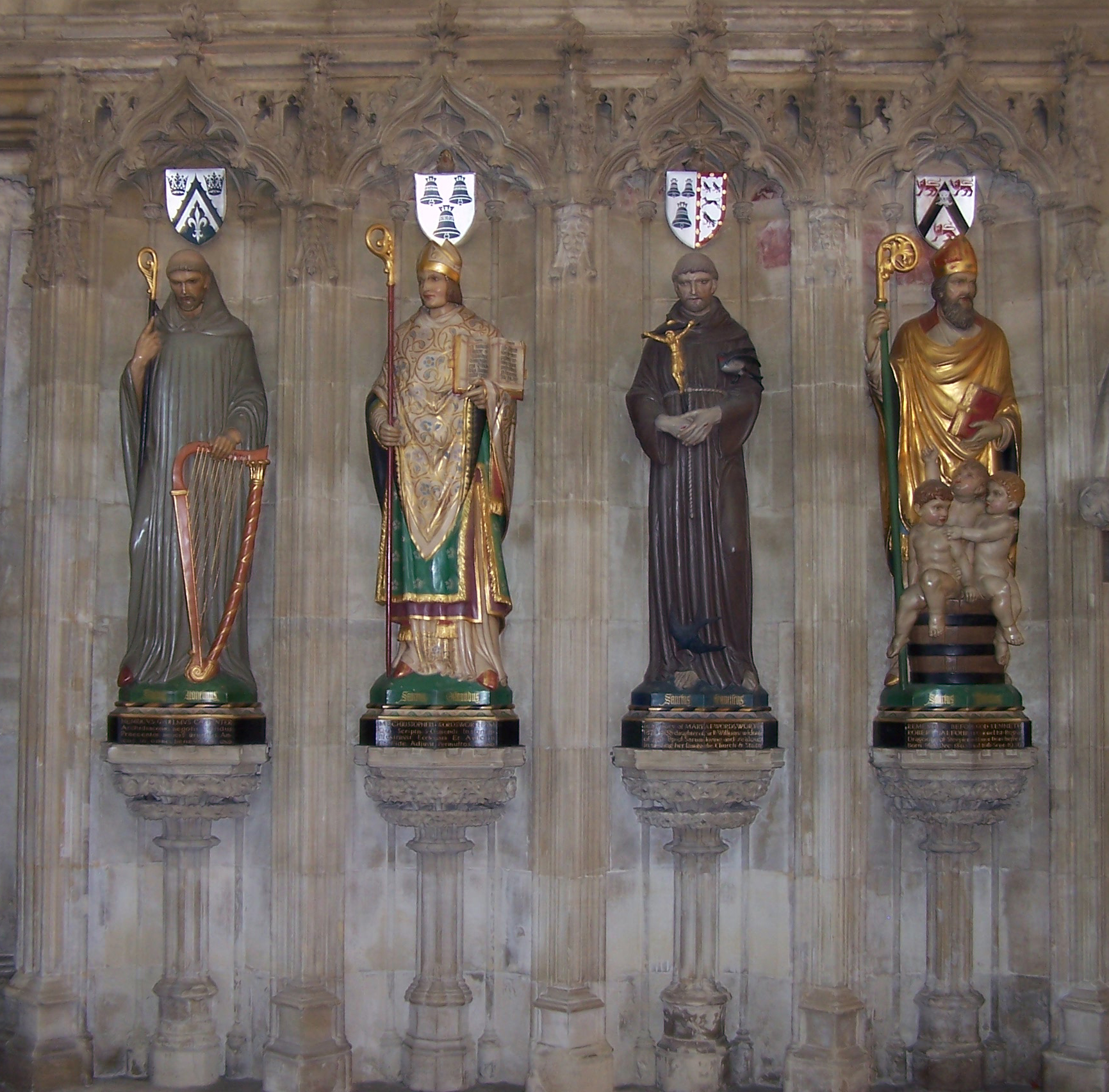
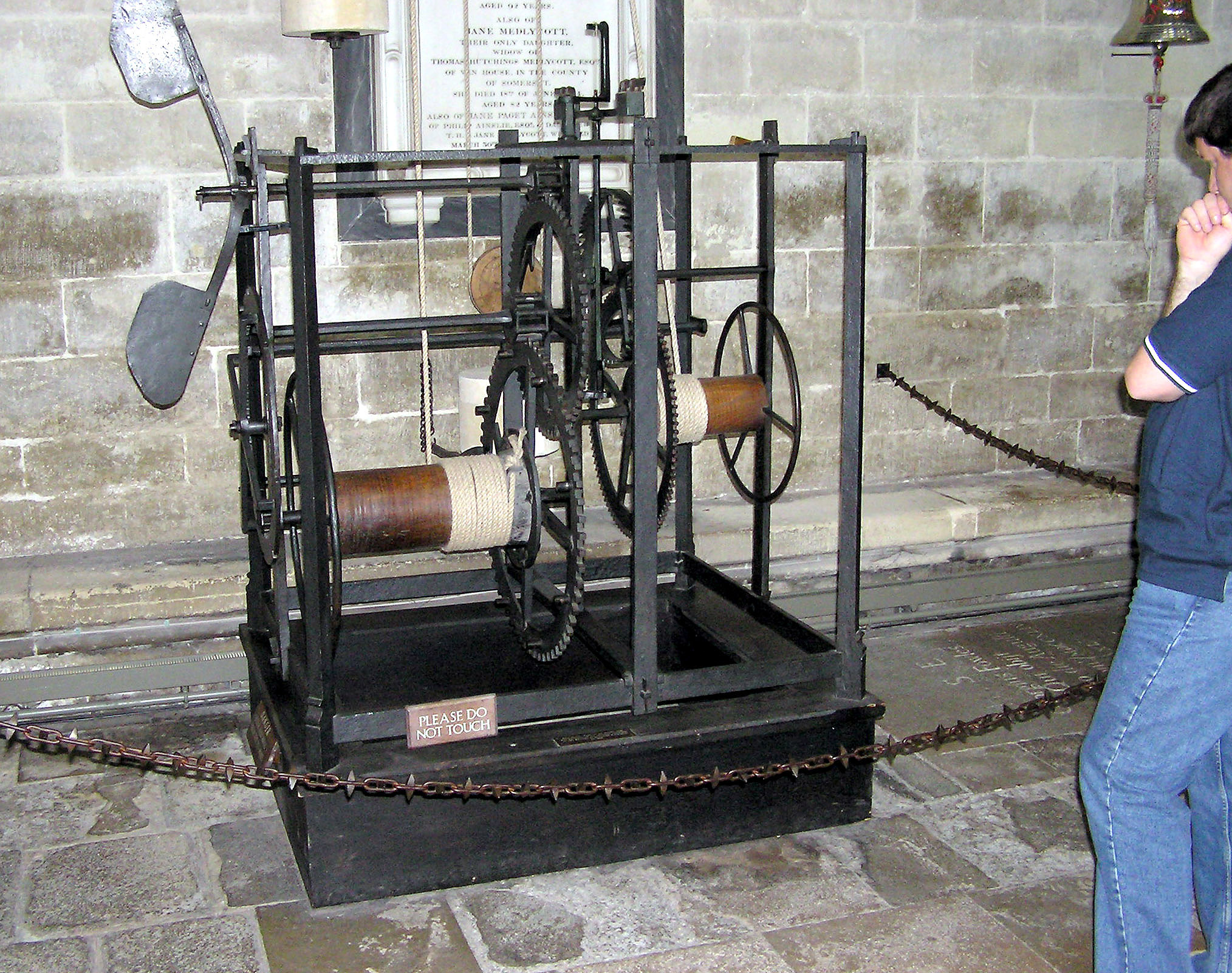
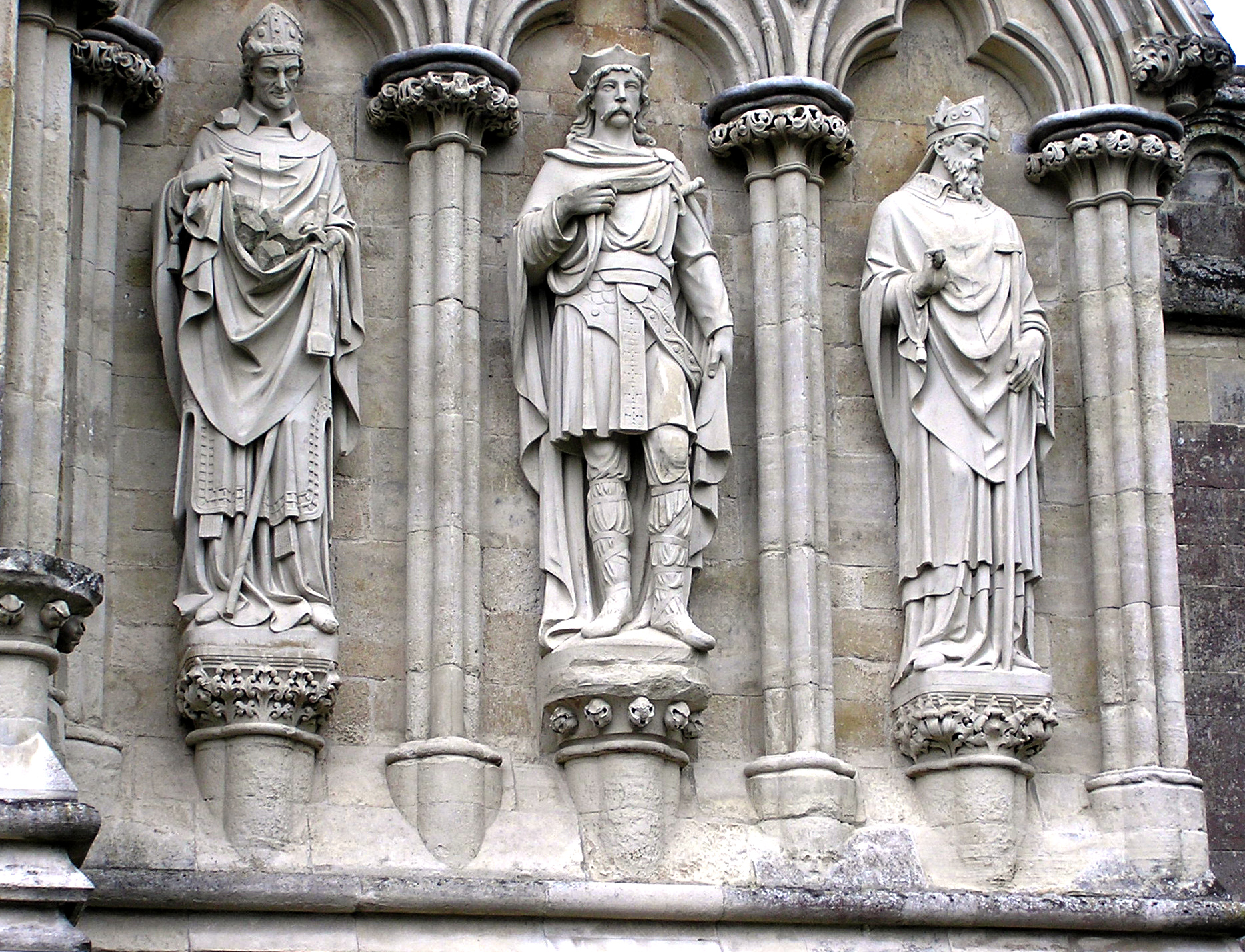
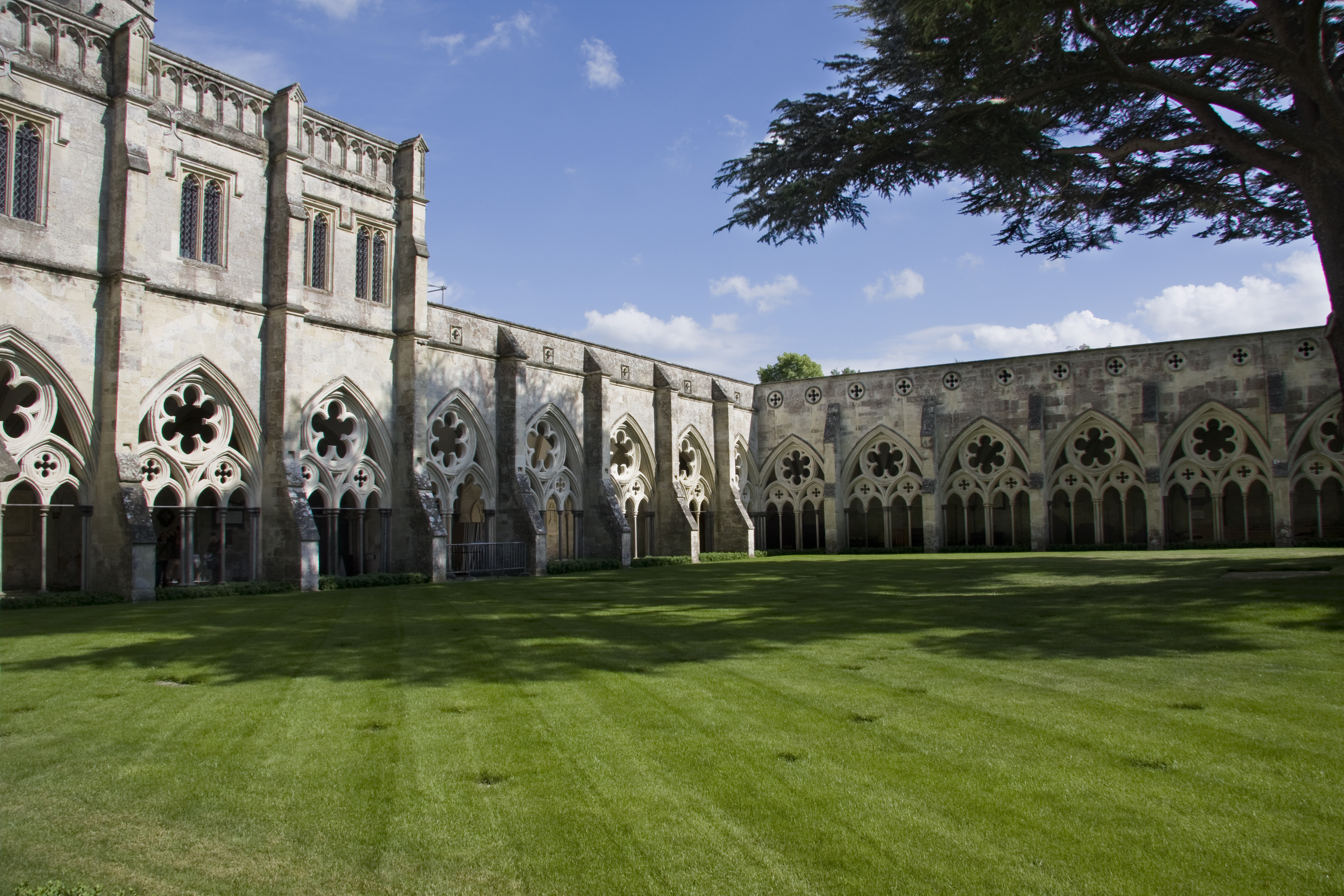
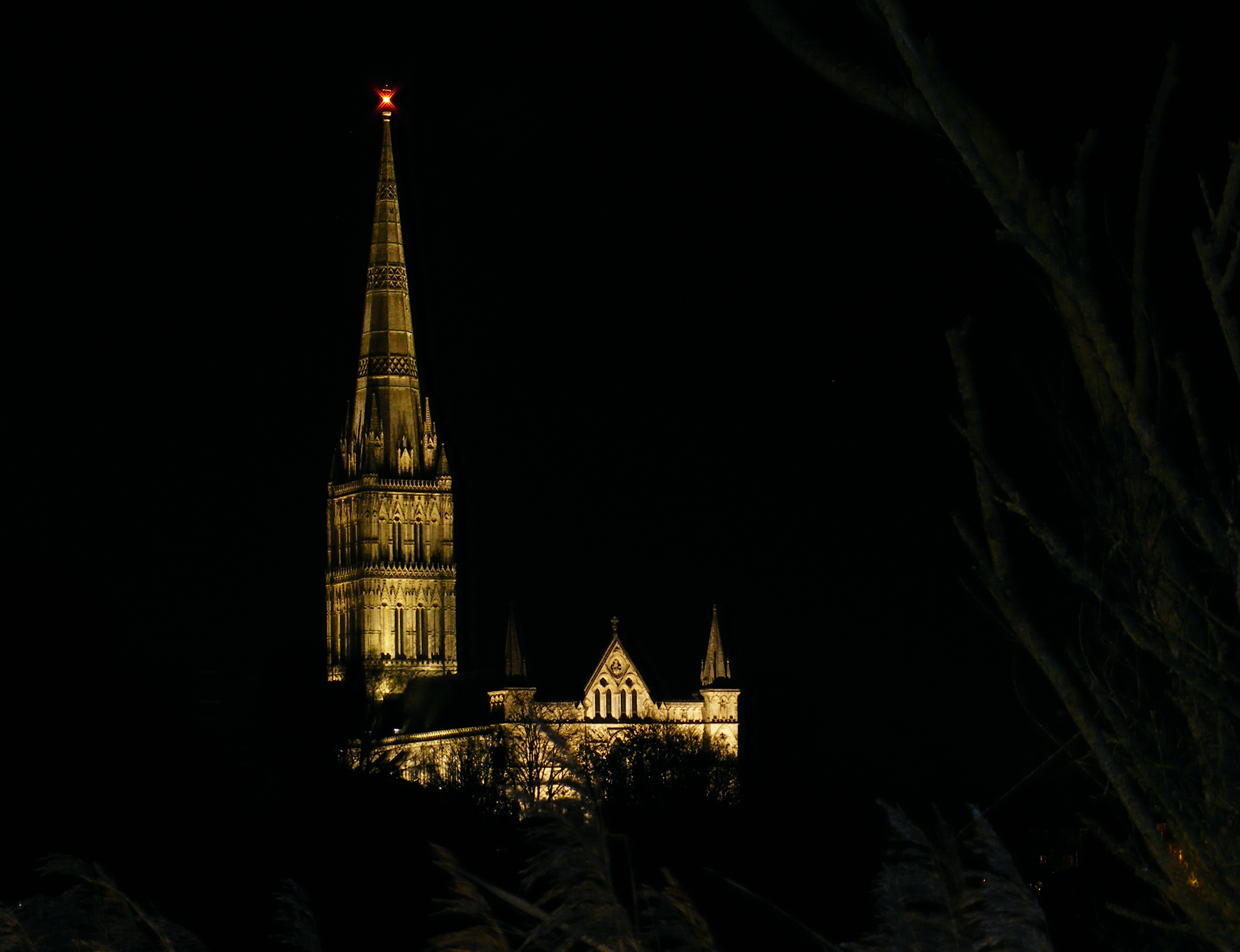
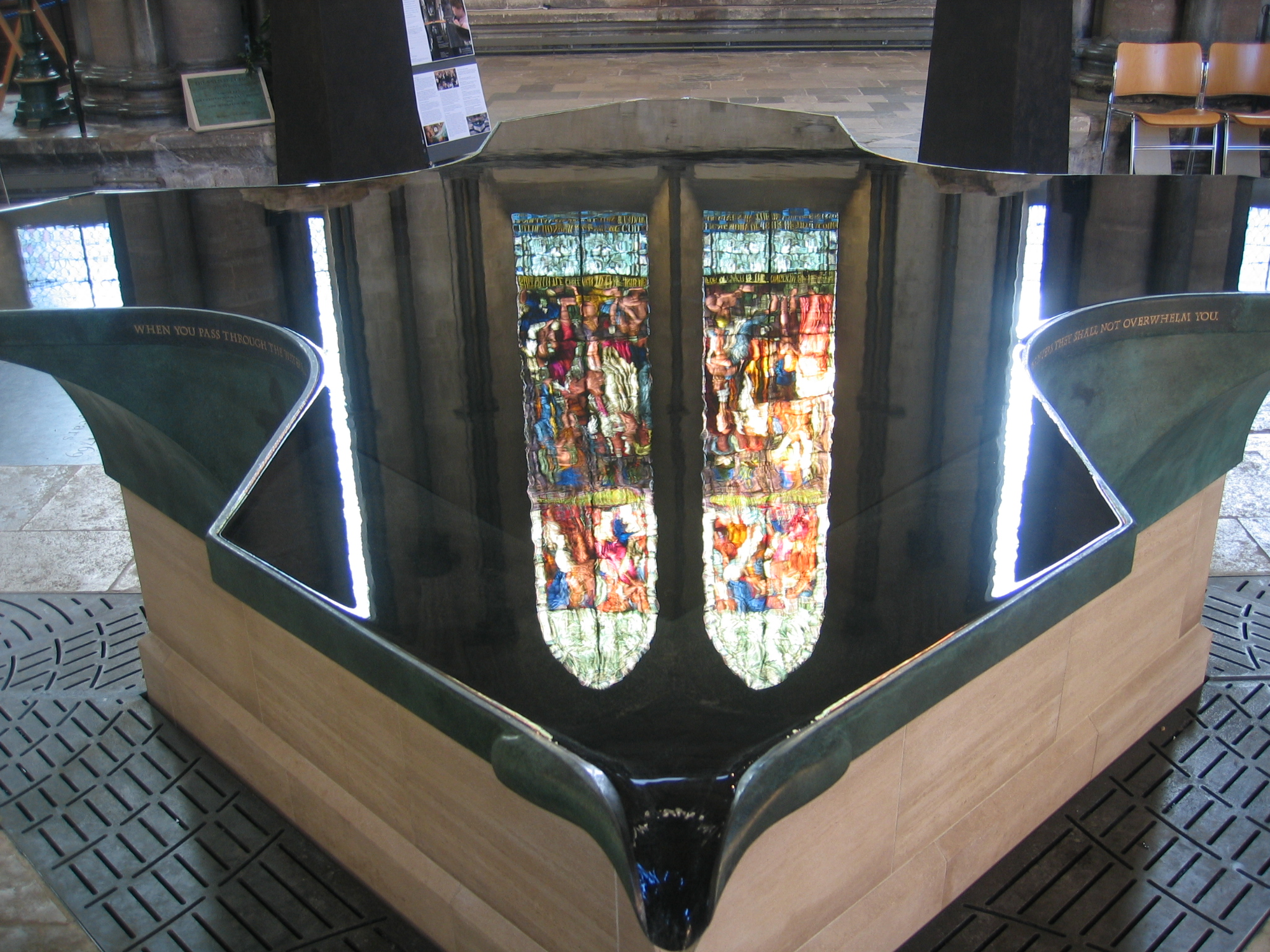
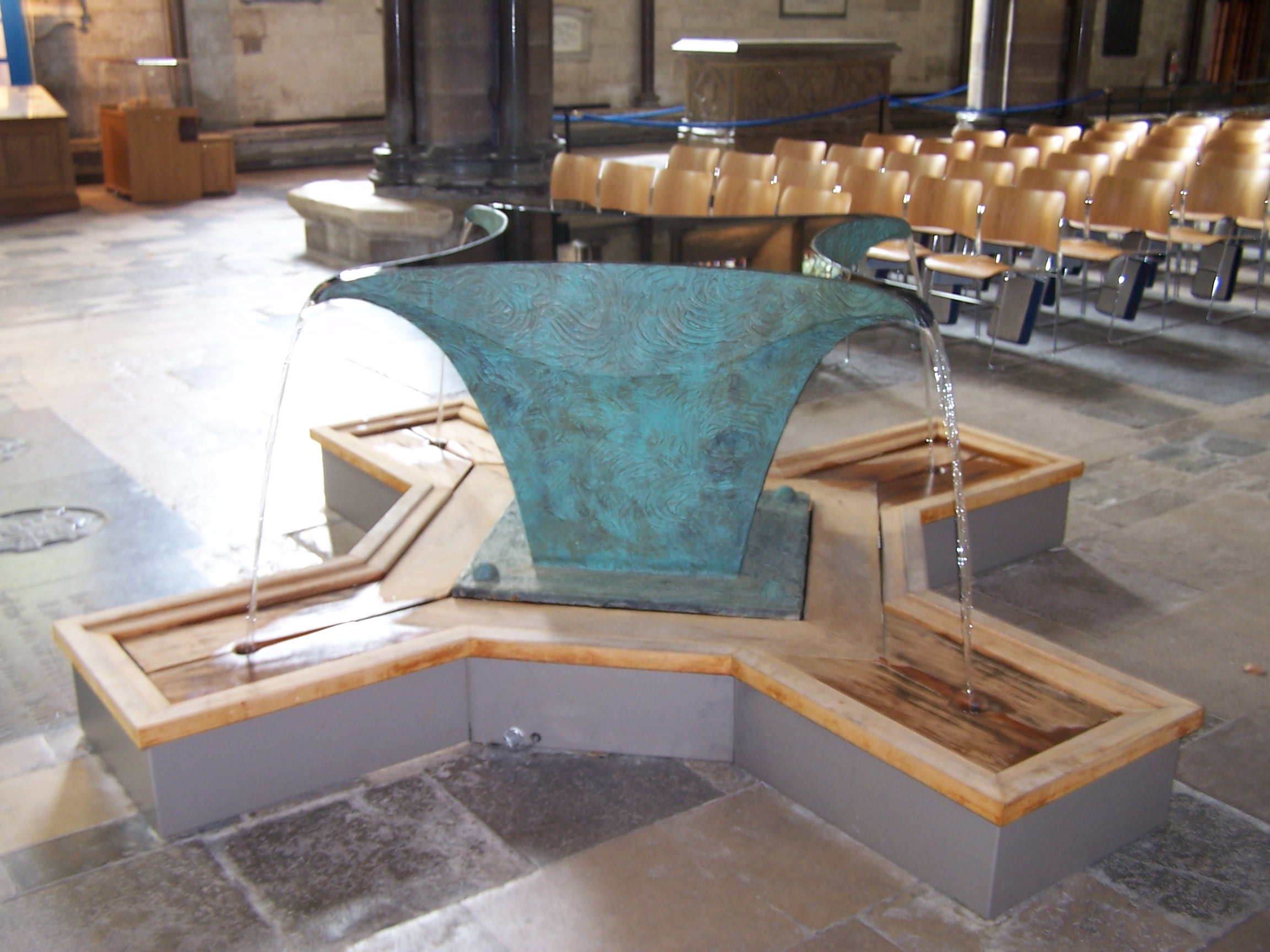
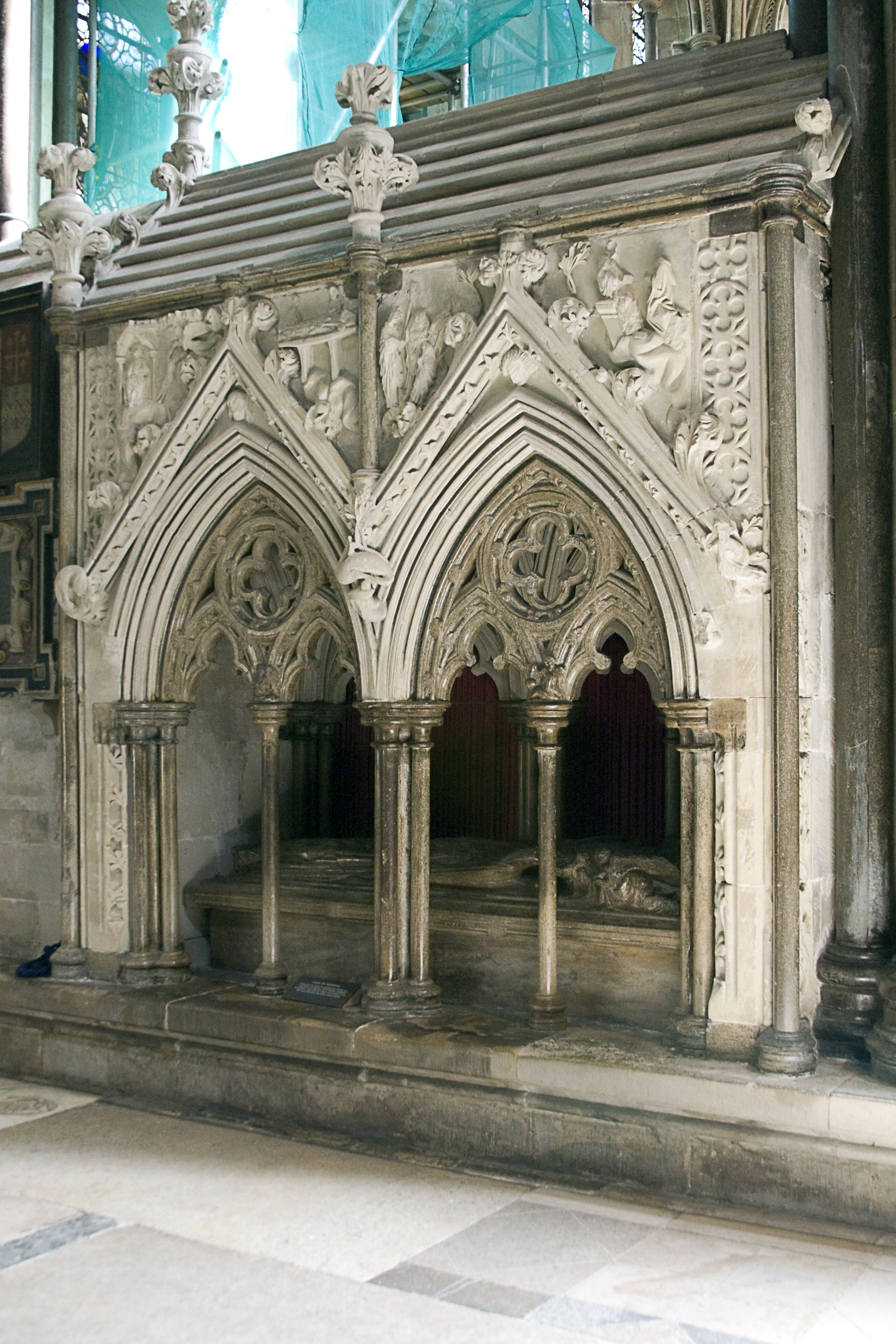
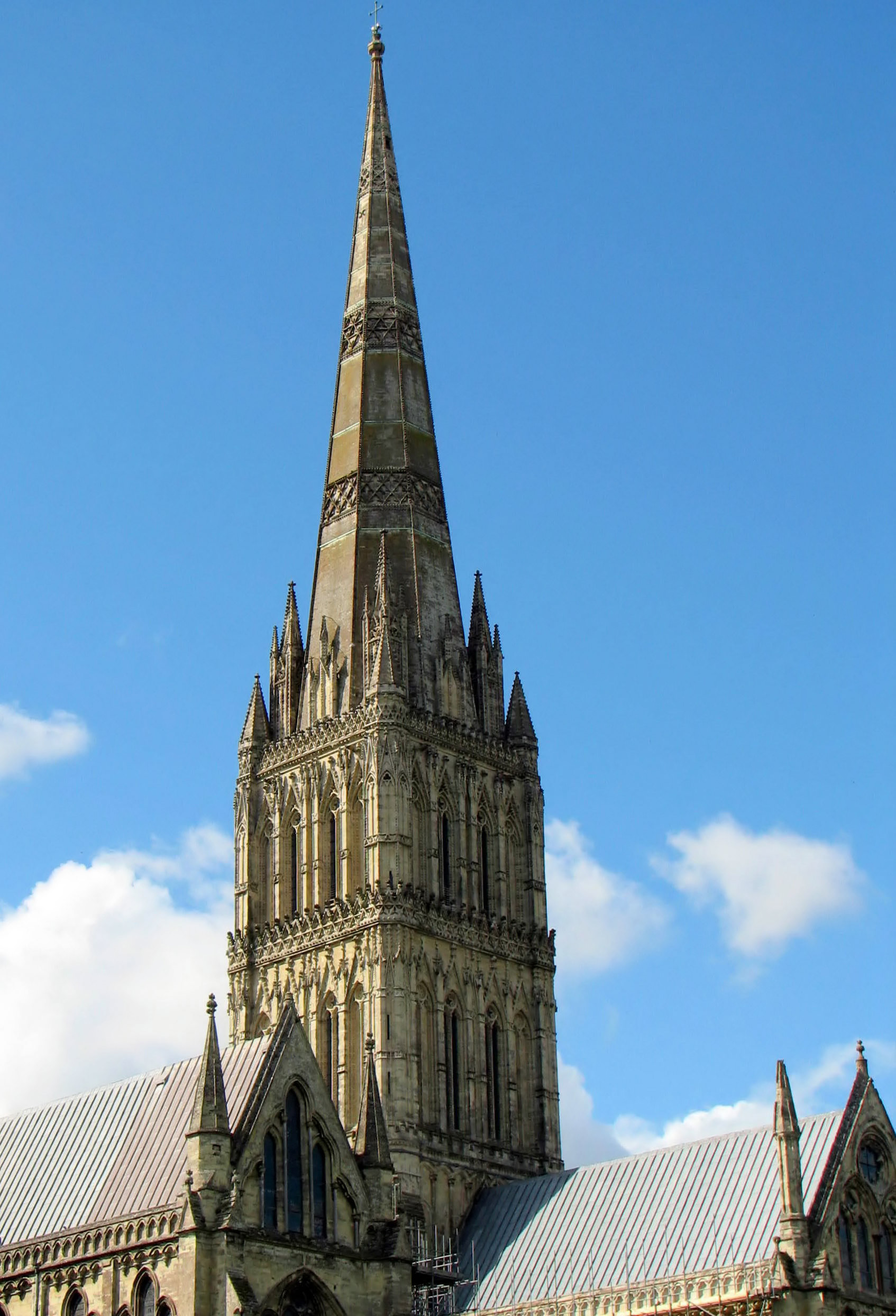
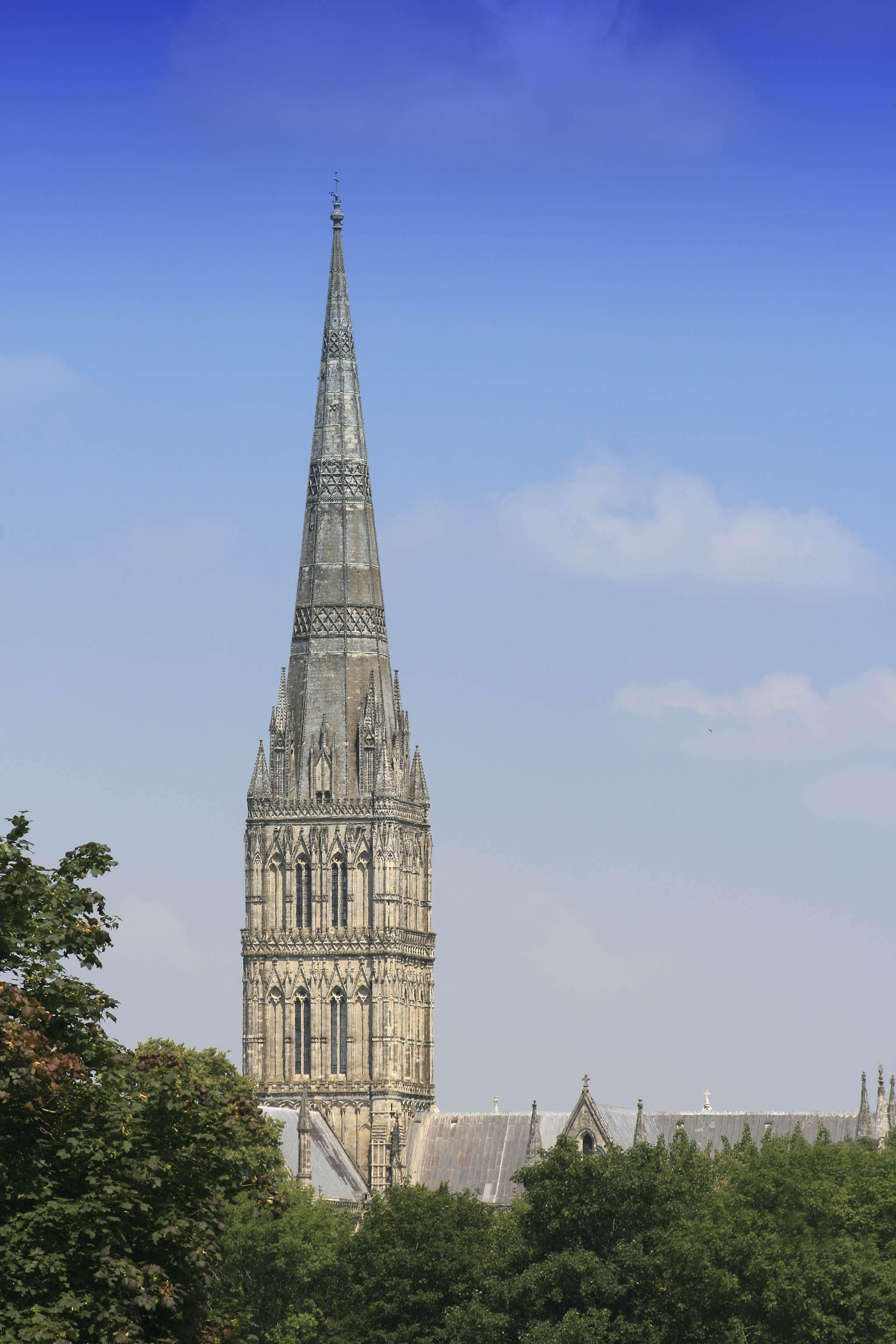